# Awoulaba
 (mars 2012).
Si vous disposez d'ouvrages ou d'articles de référence ou si vous connaissez des sites web de qualité traitant du thème abordé ici, merci de compléter l'article en donnant les références utiles à sa vérifiabilité et en les liant à la section « Notes et références ».

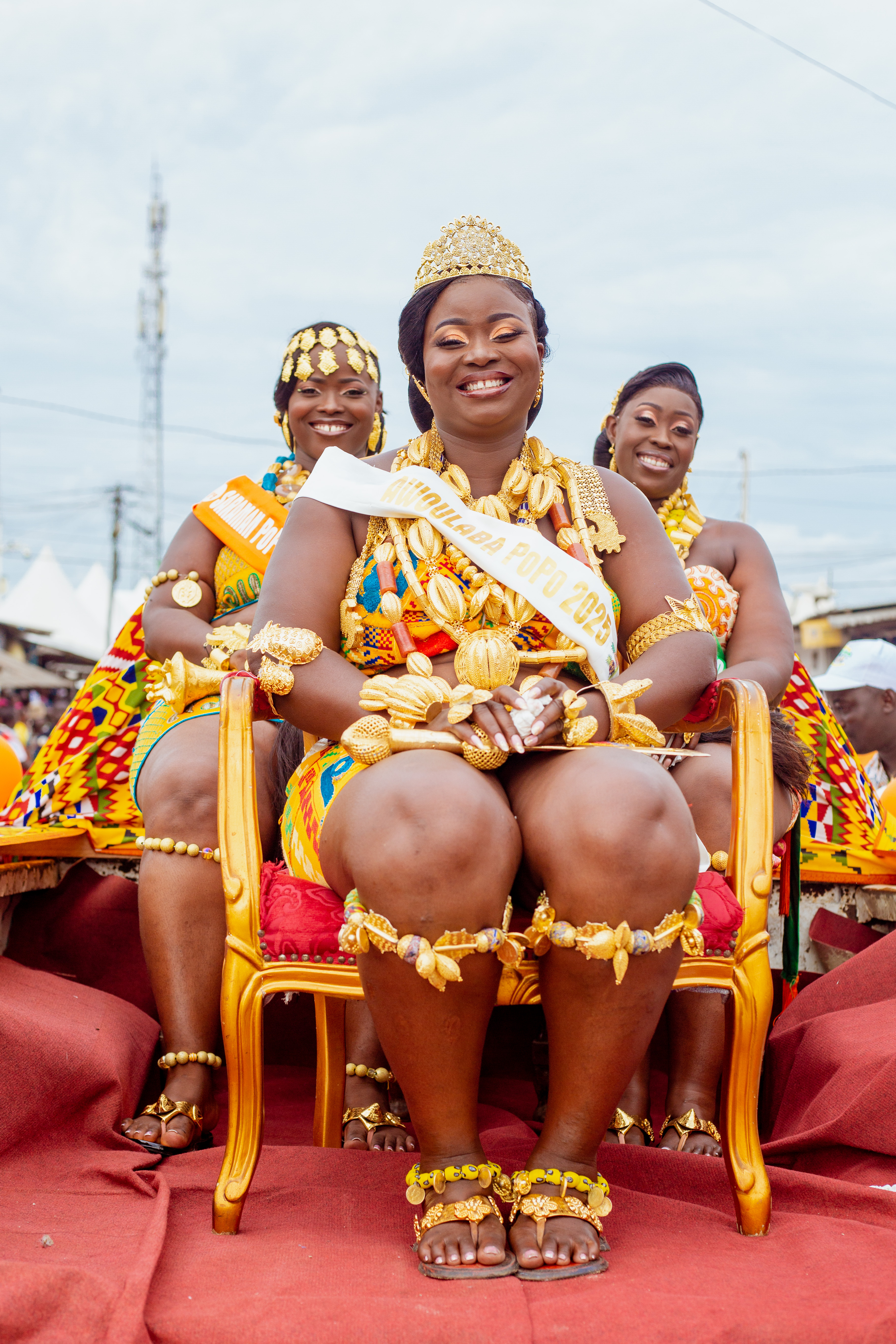
Awoulaba Abouré

Awoulaba désigne en Côte d'Ivoire une reine de beauté Akan. C'est une belle femme  impressionnante au visage rond, une forte poitrine et une remarquable chute de reins.

## Description
Dans la culture populaire Akan en Côte d'Ivoire, les Awoulabas sont de belles femmes avec des mensurations impressionnantes, un visage rond, une forte poitrine, une remarquable chute de reins, et surtout une hypertrophie des fesses. Une Awoulaba  a une morphologie spéciale. Elle n'est pas obèse, seules ses fesses sont démesurées.Pour imager, on dirait qu'elle a une forme guitare. 

## Le Concours
Un concours de beauté Awoulaba  est organisé depuis les années 1980 pour se démarquer de miss Côte d'Ivoire qui des critères standards et mondialisés. Le Concours  Awoulaba national est créé par Pol Dokui pour valoriser la femme ainsi que la culture ivoirienne. Le Concours Awoulaba vise à favoriser la mise en valeur physique et morale des femmes rondes d'origine Africaine, le respect d’elles-mêmes et des rondeurs dans la société actuelle, la mode et les médias. La beauté pouvant être mise en valeur par les rondeurs. Les candidates sont invitées à prendre soin de leur santé. Les candidates, ainsi que le jury sont priés d’appliquer et de respecter certaines règles définies par la présente Charte Morale. La toute première Awoulaba est Opportune Boua. 

## Palmarès
- 2001 : Diaye Judith
- 2002 : Kouamé Adjoua Félicia
- 2007 : Dogo Gbaza Roselyne
- 2013 : Marie Flore Ozoua Ourigbalé
- 2014 : Doukouré Sagnon Millenne
- 2015 : Laeticia Ines Kouakou Oussou